# G. D. H. 콜

조지 더글러스 하워드 콜 (George Douglas Howard Cole, 1889년 9월 25일 - 1959년 1월 14일)은 영국의 정치 이론가, 경제학자, 역사가였다. 생산 수단의 공동 소유를 신봉한 그는 길드 사회주의 (노동자 길드를 통해 조직된 생산)를 이론화했다. 그는 페이비언 협회에 속해 있었고 협동조합 운동을 옹호했다.
제1차 세계 대전 중 양심적 병역 거부자로서 콜은 징병 반대 캠페인에 참여하면서 동료인 Margaret Postgate를 알게 되었고 1918년에 결혼했다.
콜은 로버트 오언의 전기를 포함하여 여러 경제 및 역사 저서를 저술했다.
1929년 제2노동당 정부가 설립한 국민경제자문위원회에 임명되었다. 1944년에 콜은 옥스퍼드에서 사회 및 정치 이론 교수가 되었다.
콜은 처음에는 평화주의자 였지만 1938년경 "히틀러가 평화주의를 치료해 주었다"라고 말하면서 평화주의를 포기했다. 1930년대에 콜은 파시즘에 대항하여 영국 인민전선을 구축하려고 노력했다. 그는 많은 동료들이 평화주의를 버리기 전에 군사적 위협의 정도를 확인했다. 콜은 스페인 내전 에서 공화파를 강력하게 지지했다.
콜은 베일리얼 칼리지에서 공부하는 동안 페이비언에 관심을 갖게 되었다. 그는 시드니 웹의 후원 아래 페이비언 협회의 임원에 합류했다. 콜은 마르크스주의 정치 경제에 대한 자유주의적 사회주의 대안인 길드 사회주의 사상의 주요 지지자가 되었다.
마르크스주의자도 아니고 사회민주주의자도 아닌 콜은 분권화된 결사체와 능동적이고 참여 민주주의의 길드 사회주의를 구상했다. 그 기본 단위는 국가의 중앙 기구가 아닌 작업장과 지역 사회에 위치할 것이다. 콜은 국가사회주의와 생디칼리슴 모두 폭정의 가능성을 열어두고 있다고 비판하고 모든 기업이 노동 조합을 통해 노동자에 의해 민주적으로 운영되고 국가는 소비자의 권리와 시민의 자유를 보장하는 사회주의 형태를 구상했다. 콜의 아이디어는 지식계에 영향을 미쳤지만 일반적으로 램지 맥도널드와 같은 노동당 지도자들에게 무시되었다.
콜은 1932년 사회주의 연맹 형성을 위해 탈퇴한 후 주류 노동당으로 탈북한 독립노동당의 이전 구성원들과 결집하여 자신의 견해를 발전시키기 위해 사회주의 탐구 및 선전을 위한 협회를 결성했다. 1936년 콜은 영국에서 노동당이 유화 정책과 파시즘의 위협에 맞서 다른 정당들과 동맹을 맺는 인민 전선 운동을 촉구하기 시작했다.
콜은 또한 협동조합 운동의 이론가였으며 협동조합 연구, 협동조합 경제학, 협동조합 운동의 역사 분야에 많은 기여를 했다.